# Ca Xiximot
Ca Xiximot és una obra del municipi de la Fatarella inclosa en l'Inventari del Patrimoni Arquitectònic de Catalunya.

## Descripció
Es tracta d'una construcció en cantonada, de planta baixa, dos pisos i golfes a la façana lateral. Es troba entre mitgeres amb la façana al c/ de Baix. Planta baixa realitzada en paredat arrebossat, amb un arc de mig punt dovellat i una inscripció esculpida a la clau de l'arc. Aquest accés, segurament d'origen medieval, va ser substituït per una arcada més petita. El paredat és arrebossat a les plantes superiors, amb restes d'arrebossats i els escopidors de la planta primera amb llosanes de pedra Hi ha obertures de la segona planta simètriques respecte a les del primer pis. Remat de la façana principal i façanes laterals molt reformades.

## Història
Aquest edifici fou, en el seu temps, d'una de les famílies més influents de La Fatarella, s'estima que dels Balcebre. A sobre la façana principal encara s'observa una inscripció esculpida on es llegeix 174?.